# (533563) 2014 JW80
2014 JW80 ist ein großes transneptunisches Objekt, das bahndynamisch als Scattered Disk Object (SDO) eingestuft wird. Aufgrund seiner Größe gehört der Asteroid zu den Zwergplanetenkandidaten.

## Entdeckung
2014 JW80 wurde am 8. Mai 2014 von einem Astronomenteam, bestehend aus B. Gibson, T. Goggia, N. Primak, A. Schultz und M. Willman, im Rahmen des Pan-STARRS-Projekts mit dem 1,8-m-Ritchey-Chretien-Teleskop (PS1) am Haleakalā-Observatorium (Maui) entdeckt. Die Entdeckung wurde am 17. Juli 2016 bekanntgegeben.
Nach seiner Entdeckung ließ sich 2014 JW80 auf Fotos, die ebenfalls im Rahmen des Pan-STARRS-Programmes gemacht wurden, bis zum 20. April 2010 zurückgehend identifizieren und so seinen Beobachtungszeitraum um vier Jahre verlängern, um so seine Umlaufbahn genauer zu berechnen. Bisher wurde der Planetoid nur durch das Pan-STARRS-Teleskop beobachtet. Im Dezember 2018 lagen insgesamt 118 Beobachtungen über einen Zeitraum von 9 Jahren vor. Die bisher letzte Beobachtung wurde im Mai 2018 auch wieder am Pan-STARRS-Teleskop durchgeführt. (Stand 25. März 2019)

## Eigenschaften

### Umlaufbahn
2014 JW80 umkreist die Sonne in 1689,12 Jahren auf einer hochgradig elliptischen Umlaufbahn zwischen 38,20 AE und 245,45 AE Abstand zu deren Zentrum. Die Bahnexzentrizität beträgt 0,731, die Bahn ist 40,71° gegenüber der Ekliptik geneigt. Derzeit ist der Planetoid 45,69 AE von der Sonne entfernt. Das Perihel durchlief er das letzte Mal 1989, der nächste Periheldurchlauf dürfte also im Jahre 3678 erfolgen.
Sowohl Marc Buie (DES) als auch das Minor Planet Center klassifizieren den Planetoiden als SDO; letzteres führt ihn allgemein auch als «Distant Object».

### Größe
Derzeit wird von einem Durchmesser von 329 km ausgegangen, basierend auf einem Rückstrahlvermögen von 8 % und einer absoluten Helligkeit von 5,8 m. Ausgehend von diesem Durchmesser ergibt sich eine Gesamtoberfläche von etwa 340.000 km2. Die scheinbare Helligkeit von 2014 JM80 beträgt 22,45 m.
Da es denkbar ist, dass sich 2014 JW80 aufgrund seiner Größe im hydrostatischen Gleichgewicht befindet und somit weitgehend rund sein könnte, erfüllt er möglicherweise die Kriterien für eine Einstufung als Zwergplanet. Mike Brown geht davon aus, dass es sich bei 2014 JW80 um vielleicht einen Zwergplaneten handelt.
| Jahr                                         | Abmessungen km | Quelle   |
| -------------------------------------------- | -------------- | -------- |
| 2018                                         | 352,0          | Johnston |
| 2018                                         | 329,0          | Brown    |
| Die präziseste Bestimmung ist fett markiert. |                |          |